# Escamarlà
L'escamarlà o cigala (Nephrops norvegicus) és una espècie de crustaci decàpode astacideu de la família dels nefròpids, pròpia d'Europa. És l'única espècie del gènere Nephrops. És comestible i molt apreciat en gastronomia, el crustaci comercialment més important a Europa.
L'escamarlà és especialment popular a la península Ibèrica on, encara que sigui a més bon mercat que el llamàntol i la llagosta, tendeix a ser també una tria gastronòmica en ocasions especials.

## Distribució
La seva distribució és al nord-est de l'oceà Atlàntic i el Mar del Nord; arriba a Islàndia i el nord de Noruega, i pel sud fins a Portugal. Al mar Mediterrani només és comú a l'Adriàtic, especialment al nord de l'Adriàtic. No n'hi ha ni a la mar Negra ni a la Bàltica.

## Descripció
El cos i l'abdomen són allargats i estrets i menys robusts que la resta d'espècies de la seva família. És d'un color rosaci, ataronjat. Té el cos esvelt, l'abdomen allargat, estret i menys robust que en la resta d'espècies de nefròpids. La mida, mitjana, passa habitualment dels 24 cm i pot arribar als 30 cm.

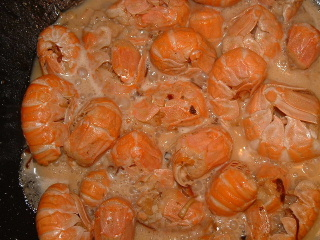
Escamarlans cuinats amb vi blanc

El primer parell de potes toràciques és llarg, amb unes pinces llargues afilades lleugerament desiguals. El segon i el tercer parell també tenen pinces. El segment abdominal acaba amb una punta a cada costat. Té els ulls de còrnia negra i molt inflada, d'aspecte arronyonat. El rostre té dues carenes o crestes longitudinals; té altres carenes a la closca i a les pinces. La cua és molt musculosa, i és la part més apreciada en gastronomia.
El desembre de 1995 una nova espècie comensal, la Symbion pandora, va ser descoberta a les parts bucals d'un escamarlà. Va resultar ser el primer membre d'un nou embrancament, els Cycliophora.

## Biologia
És d'hàbits nocturns i de dia s'amaga en el fons fangós del mar. Viu fins a 800 metres de fondària. Al Mediterrani occidental fresa de juliol a febrer. Triguen dos anys a arribar a adults. S'alimenta principalment de cucs poliquets i de peixos, però és omnivor i menja també mol·luscs, equinoderms i altres crustacis.

## Altres escamarlans
Amb el nom d'escamarlans, es troben altres espècies arreu del món que corresponen fonamentalment als gèneres Nephrops i Metanephrops. En anglès se'n diu scampi a partir del nom en italià de l'escamarlà.
- Escamarlà de Nova Zelanda (Metanephrops challengeri)
- Escamarlà japonès (Metanephrops japonicus)
- Escamarlà africà (Metanephrops mozambicus)
- Escamarlà de l'Atlàntic (Acanthacaris caeca)
- Escamarlà xinès (Metanephrops sinensis)
- Escamarlà del Carib (Metanephrops binghami)